# Oradukapeta
Oradukapeta foi um programa de auditório infantil matinal apresentado por Sérgio Mallandro, transmitido pelo SBT. O programa foi transmitido entre 22 de junho de 1987 e teve sua última exibição em 15 de junho de 1990. O programa era gravado nos antigos estúdios do SBT na Vila Guilherme, na zona norte de São Paulo. O nome do programa foi ideia de Silvio Santos. Marcou a estreia de Sérgio Mallandro, já conhecido por ter sido jurado em Show de Calouros e participado dos programas O Povo na TV e Cidade contra Cidade, como apresentador de programa infantil.
O programa estreou em 22 de junho de 1987. Era exibido das 08h até às 10h30min, antecedendo Bozo. Em 15 de agosto de 1988, com a estreia de Simony no SBT, o programa passou para às 07h30min e seguia até às 10h30min, quando entrava no ar o Do Ré Mi Fá Sol Lá Simony.
O tema de abertura era a música “O Escândalo”, onde se repetia o verso “Conheci um capeta em forma de guri”.
O programa diário de Sérgio Mallandro apresentava brincadeiras com as crianças da plateia, quadros humorísticos, desenhos animados e rapidamente caiu no gosto do público infantil; o que motivou a contratação do apresentador pela TV Globo em 1990, ocasionando o fim de Oradukapeta. 
Em 1994, Sérgio Mallandro retornou ao SBT e reformulou o Oradukapeta, com o novo nome de Programa Sérgio Mallandro, porém não durou muito tempo no ar.

## Principais quadros
- Porta dos Desesperados:[1][4] Uma sátira baseada na Porta da Esperança, segmento do Programa Silvio Santos, funcionava da seguinte forma: o apresentador chamava uma criança para subir ao palco e escolher uma dentre três portas. Uma delas continha prêmios como vídeogames e bicicletas, entre outros brinquedos. As outras duas tinham um monstro ou um gorila que perseguia a criança. Ficaram famosas as ordens que Serginho dava às crianças antes de escolher a porta. Ele perguntava se a criança estava desesperada, e pedia coisas como “grita!”, “mergulha na lagoa!”, e “olha o monstro!”, enquanto as crianças se jogavam no chão e gritavam;
- Goleiro Mallandrovsky: tratava-se de uma competição de pênaltis em que cada grupos de três crianças representavam um grande time de futebol. O goleiro era Sérgio Mallandro, sob o personagem Mallandrovsky, com peruca colorida e uniforme debochado. Também participava do quadro um briguento juiz anão;
- Super Mallandro:[5] um boxeador que lutava contra um vilão em um ringue. Até o boxeador Éder Jofre passou por este quadro[6];
- Malandre Kid

## Assistentes de palco
- Carla Cabral
- Suzana Alves[7]
- Anjinhos (identidade desconhecida): Dois bonecos que animavam o palco

## Desenhos
- Cavalo de Fogo[8]
- Dennis, o Pimentinha
- A Formiga Atômica
- Hong Kong Fu
- Super Mouse
- Pinóquio
- Samurai Pizza Cats
- Pole Position
- A Turma do Pica Pau
- Kissyfur
- Os Fantasmas
- O Pequeno Príncipe
- A Nossa Turma
- Punky
- Silver Hawks
- Mr. Magoo
- Os Snorkels
- Pac-Man